# Minh Trang
Minh Trang (18 tháng 8 năm 1921 – 17 tháng 8 năm 2010) là một nữ ca sĩ tiền chiến Việt Nam. Bà được biết đến là vợ của nhạc sĩ Dương Thiệu Tước, và trình bày thành công các nhạc phẩm của ông.

## Tiểu sử
Minh Trang, tên thật Nguyễn Thị Ngọc Trâm, sinh ngày 18 tháng 8 năm 1921 tại Huế trong một gia đình hoàng tộc, là cháu ngoại của Nguyễn Phúc Tốn Tùy (hay còn gọi là Bà Chúa Nhứt), con gái của quan thượng thư Nguyễn Hy. Từ nhỏ, bà đã học tại trường Jeanne d’Arc và Lycee Khải Định. Khi bà học tại trường Khải Định, bà đã gặp người chồng đầu tiên là giáo sư Ưng Quả. Hai người đã kết hôn vào năm 1943 và có hai người con. Người con trai cả tên Bửu Minh, còn người con gái tên là Đoan Trang, chính là nữ ca sĩ Quỳnh Giao sau này.
Nghệ danh Minh Trang bà ghép lại từ tên của hai người con của mình.
Bà bắt đầu đi hát nhà thờ từ năm 12 tuổi. Sau khi chồng mất, bà vào Sài Gòn lập nghiệp bằng nghề xướng ngôn viên. Vì bà đã từng học trường Pháp, nên bà đã được tuyển dụng vào làm xướng ngôn viên cho Đài phát thanh Pháp Á. Năm 1947, bà hát bài Đêm đông trong một chương trình ca nhạc và được nhiều người khen ngợi. Cho đến năm 1949, bà lên Hà Nội trình diễn, bà gặp nhạc sĩ Dương Thiệu Tước và trở thành vợ chồng sau này. Bà đã được Dương Thiệu Tước viết tặng một số tình khúc, trong đó ông đã viết tặng bà bài Đêm tàn bến Ngự.
Sau đó, Minh Trang và Dương Thiệu Tước kết hôn. Bà có sáng tác với nhạc sĩ Dương Thiệu Tước một số bài và đi hát cho ban Tiếng Tơ Đồng của Hoàng Trọng cho đến năm 1961. Thời điểm này, bà bị hen suyễn nên phải nghỉ hát từ sớm. Thời điểm này, ca sĩ Quỳnh Giao đi hát trong ban Tiếng Tơ Đồng thay cho mẹ. Minh Trang có với Dương Thiệu Tước 5 người con, con trai tên Dương Hồng Phong, con gái tên Vân Quỳnh, Vân Khanh, Vân Hòa, Vân Dung.
Sau năm 1975, bà ở lại với chồng do con trai Dương Hồng Phong bị đi học tập cải tạo ở Quảng Nam. Năm 1978, bà vượt biên sang Thái Lan, sau đó một thời gian chuyển sang Virginia định cư. Năm 1986, bà sang quận Cam, California để gần các con gái. Lần xuất hiện cuối cùng của bà vào năm 2005, khi bà tham dự chương trình Chiều Minh Trang để tưởng nhớ Dương Thiệu Tước và sinh nhật của bà. Từ sau khi chương trình kết thúc, bà về chung cư dành cho người cao tuổi sống cho đến khi qua đời.
Bà qua đời vào ngày 17 tháng 8 năm 2010 tại Garden Grove, California sau một thời gian vào bệnh viện.

## Ca khúc trình diễn
Bà đã từng thu nhiều đĩa 78 vòng, nhưng vì thời cuộc nhưng một số ca khúc bị thất lạc.
- Gánh lúa (Phạm Duy - với Thái Hằng)
- Con thuyền không bến (Đặng Thế Phong)
- Vợ chồng quê (Phạm Duy - với Anh Ngọc)
- Đêm tàn bến Ngự (Dương Thiệu Tước)
- Sầu lữ thứ (Hùng Lân)
- Hè về (Hùng Lân)
- Nắng chiều (Lê Trọng Nguyễn[a])

## Sáng tác
- Bến xuân xanh (Dương Thiệu Tước - Minh Trang)
- Bóng chiều xưa (Dương Thiệu Tước - Minh Trang)
- Buồn xa vắng (Dương Thiệu Tước - Minh Trang)
- Chiều lữ thứ (Dương Thiệu Tước - Minh Trang)
- Khúc nhạc dưới trăng (Dương Thiệu Tước - Minh Trang)
- Mơ tiên (Dương Thiệu Tước - Minh Trang)
- Mùa lúa mới (Dương Thiệu Tước - Minh Trang)
- Ôi quê xưa (Dương Thiệu Tước - Minh Trang)
- Vui xuân (Dương Thiệu Tước - Minh Trang)